# Amir Gutfreund
Amir Gutfreund, né le 23 juillet 1963  à Haïfa et mort le 27 novembre 2015  dans la même ville, est un écrivain israélien, ancien colonel de l'armée de l'air israélienne et chercheur en mathématiques-physique,.

## Biographie
Ses parents sont des juifs polonais qui ont survécu à la Shoah mais y ont perdu presque toute leur famille. Son père qui avait 9 ans quand la guerre a éclaté a « miraculeusement survécu » au ghetto et au camp. Sa mère qui, elle, avait deux ans a été une enfant cachée et a fini la guerre chez des paysans polonais.
Amir Gutfreund  grandit à Haifa. Durant toute son enfance, son père lui parle de ce qu'il a vécu pendant la Shoah. Il fait des études de mathématiques au Technion - Institut israélien de technologie et est titulaire d'une maitrise. Il devient chercheur en mathématiques  dans l'armée et obtient le grade de lieutenant-colonel de l'air avant de démissionner lorsqu'il fonde une famille. 
Il a vécu en Galilée. Il est mort du cancer, comme sa première femme, le 27 novembre 2015.
Il commence à écrire dès l'âge de 20 ans mais sans chercher à être publié. Au décès de sa mère en 1995, il se décide à publier et de lui faire une dédicace.
Son premier roman, Les gens indispensables ne meurent jamais, a rencontré un succès inattendu lors de sa parution en Israël en 2000. Le livre est couronné en 2003 par le prix Sapir, équivalent du prix Goncourt en Israël. Il est aujourd'hui traduit dans plusieurs langues. Le roman est en grande partie autobiographique. Il est inspiré de la propre enfance de l'auteur. Il raconte l’histoire d’un enfant, à Haïfa, dans les années soixante-dix, et de son quartier, habité par de nombreux survivants. Le lecteur découvre comment la Shoah a imprégné la mémoire collective de plusieurs générations d'Israéliens et a suscité un monde culturel particulier.

## Prix et distinction
- 2001, Our Holocaust
- 2003, Prix Sapir pour Seaside Estates[3]
- 2005, Prix Ramat-Gan pour  The Legend of Bruno and Adella

## Œuvres  traduites en français
- 2007 Les gens indispensables ne meurent jamais, Éditions Gallimard, traduit par Katherine Werchowski  (ISBN 978-2070773848), titre original Shoah shelanou,
- 2015 Pour elle, volent les héros, Gallimard, traduit par Katherine Werchowski,  (ISBN 978-2070133581)

## Scénariste
- 2013-Hostages (série télévisée israélienne)- épisodes 1 à 10 - première saison- coscénariste
- 2010, The Matchmaker (film, 2010) (en)[4]